# 안톤 피그
안톤 피그(Anton Fig, 1952년 8월 8일 ~ )는 남아프리카 공화국의 세션 드러머로, 키스와 에이스 프렐리와의 작업과 데이비드 레터먼의 하우스 밴드인 CBS 오케스트라에서 연주했다. 레터먼은 종종 피그를 "안톤 집(Anton Zip)" 또는 "버디 리치 주니어(Buddy Rich Jr.)"라고 부른다.